# Belovar
Belovar (1890 és 1991 között Belovar-Moravče) település Horvátországban, Zágráb főváros Szeszvete városnegyedében. Közigazgatásilag a fővároshoz tartozik.

## Fekvése
Zágráb városközpontjától légvonalban 17, közúton 20 km-re északkeletre, a Medvednica-hegység keleti részének déli lejtői alatt, a Moravče-patak partján Goričica és Belovar között fekszik. Területén áthalad a 3-as számú főút és az A4-es autópálya is.

## Története
Belovar neve 1542-ben nemesi névben tűnik fel először, amikor Zágráb megye egyik bíráját Ivan Belowarczy de Belowarcz néven említik.
Az első katonai felmérés térképén „Bellovar” néven található. Lipszky János 1808-ban Budán kiadott repertóriumában „Belovar” néven szerepel. Nagy Lajos 1829-ben kiadott művében „Belovar” néven 17 házzal, 165 katolikus vallású lakossal találjuk.
1857-ben 137, 1910-ben 243 lakosa volt. Zágráb vármegye Zágrábi járásához tartozott. 1941 és 1945 között a Független Horvát Állam része volt, majd a szocialista Jugoszlávia fennhatósága alá került. 1991-től a független Horvátország része. 1991-ben lakosságának 99%-a horvát nemzetiségű volt. A településnek 2011-ben 378 lakosa volt.

## Népessége
| Lakosság változása | Lakosság változása | Lakosság változása | Lakosság változása | Lakosság változása | Lakosság változása | Lakosság változása | Lakosság változása | Lakosság változása | Lakosság változása | Lakosság változása | Lakosság változása | Lakosság változása | Lakosság változása | Lakosság változása | Lakosság változása |
| ------------------ | ------------------ | ------------------ | ------------------ | ------------------ | ------------------ | ------------------ | ------------------ | ------------------ | ------------------ | ------------------ | ------------------ | ------------------ | ------------------ | ------------------ | ------------------ |
| 1857               | 1869               | 1880               | 1890               | 1900               | 1910               | 1921               | 1931               | 1948               | 1953               | 1961               | 1971               | 1981               | 1991               | 2001               | 2011               |
| 137                | 142                | 210                | 213                | 235                | 243                | 244                | 247                | 247                | 277                | 255                | 276                | 298                | 296                | 330                | 378                |

## Nevezetességei
A régi belovári iskola épülete 1911-ben épült a Zágráb - Varasd út mentén. Az iskola téglából épült, tanteremmel, tanári lakással, melléképülettel, iskolakerttel és kúttal. A földszinti szobák tanári lakásként szolgáltak, míg az első emeleten az osztálytermet alakították ki. Az épület egyszerűen és harmonikusan van összeállítva, funkcionális alaprajzzal. Az egyik legjobb állapotban fennmaradt 20. század eleji iskolaépület a közelben.

## Oktatás
A településen a soblineci Ivan Granđa általános iskola területi iskolája működött. Az iskolaépület 1911-ben épült, egy részét 1986-ban lebontották. Az utóbbi évtizedben az iskolában a kis gyermeklétszám miatt nem folyt oktatás. Az iskolaépületben egy tanítói lakás is található.

## Egyesületek
LD „Fazan” Belovar-Moravče vadásztársaság